# Янь Чженьцін
Янь Чженьцін (*顏真卿, 709 785) — китайський політичний та військовий діяч, поет, видатний каліграф часів занепаду династії Тан.

## Життєпис
Походив з родини придворних чиновників. Народився у м. Ваньнянь поблизу столиці імперії тан Чан'аня (сучасне м. Ліньтун провінції Шеньсі). В дитинстві разом з родиною перебрався до Чан'аня. Рано втратив батька. Його виховував дядько, погіршення матеріального стану змусило сім'ю переїхати до м. У (сучасне м. Сучжоу провінції Цзянсу), а потім у Лоян, де молодий Янь Чженьцін знайомиться з Чжан Сюем й стає його учнем з каліграфії.
У 734 році Янь успішно складає іспити, а в 736 році за перемогу на поетичному конкурсі в столиці отримує високий пост упорядника Імператорської бібліотеки. У 742 році він вдруге виграє літературний конкурс при дворі імператора Сюань-цзуна. У 740-ві роки Янь Чженьцін керує західним округом столиці, займає посади цензора з розслідувань, палацового цензора, а також високі армійські посади.
У 752 році Янь Чженьцін, що мав військове звання (відповідало сучасному генералу), стає військовим міністром. Проте складні політичні інтриги низки сановників призводять до того, що у 753 році його призначають військовим комендантом великого і добре укріпленого міста Пін'юань, розташованого на північному сході від столиці — на території сучасної провінції Шаньдун. Незважаючи на завантаженість державними справами, Янь Чженьцін постійно удосконалювався в мистецтві каліграфії.
Під час заколоту військового губернатора Ань Лушаня у 755 році Янь продемонстрував відданість престолу і талант полководця, завдавши повстанням низку поразок. У 756 році імператор Сі-цзун призначає Яня міністром робіт. У придворній кар'єрі Янь Чжень-цина підйоми чергувалися з опалами через інтриги його ворогів, яким заважала його принциповість: у 757 році стає головою відомства покарань, проте його принциповість призводить до відставки з цієї посади. Новий імператор Дай-цзун надає Янь Чженьціну титул гуна (на кшталт герцога) Лу.
У 784 році повстав Лі Сілі, цзєдуши Хуайсі. Яня послали о бунтівних військ по переговори про їх здачі. Проте Янь Чженьціна було ув'язнено і страчено у 785 році у таборі повстанців, у зв'язку з його відмовою перейти на їхній бік.

## Каліграфія
Вивчення статутного почерку Янь Чженьцін почав ще в роки екзаменаційної підготовки, студіюючи зразки кайшу Ван Січжи. За імператора Сюань-цзуна еталонним вважалося письмо статутом з компактною композицією знаків, хвилясто вібруючою модуляцією товщини рисок при різкому загостренні їх кінців.
Вплив стилю танської придворної академії простежується на відомій стели (бей) «До бао та ганьін бей», створеної каліграфом у 752 році, коли йому було 44 роки. У наші дні стела знаходиться на території комплексу «Ліс стел» (Бейлін) музею провінції Шеньсі в м. Сіань.
Ранній статутної стиль Янь Чженьціна зазнав впливу найкращого майстра почерку чжуаньшу Лі Янбіна. Стела отримала загальнонаціональну популярність, її вплив на письмо статутним почерком простежується аж до наших днів. Композиція рисок у знаках компактна, а вектори сил ідеально збалансовані. Кінці рисок загострені, але це не послаблює потужного внутрішнього стиснення рисок, який надає їх пластиці надзвичайну монументальність. Кожен ієрогліф чітко вписано у квадратний модуль.  
 У середині 750-х років каліграф приходить до формування власного стилю про що свідчить стела «Дунфан хуа цзань бей» (« Панегірик на честь портрета даоського наставника Дунфан Шо»). Стела була створена у 754 році почерком кайшу, в ній 36 рядів по 30 ієрогліфів в кожному.
Витоки монументального стилю Янь Чженьціна сходять до пам'ятників VI ст. династії Північна Вей, а також до наскельної каліграфії мояй з текстами буддійських сутр того ж часу. Це було пов'язано з каліграфічними традиціями родини Янь. Представники останнього тривалий час жили в провінції Шаньдун, у зв'язку з чим навчання каліграфії членів роду проходило на пам'ятках даного регіону, що колись входив до складу династії Північна Вей.
У 758 році Янь Чженьцін почерком сіншу створює «Цзі чжи Цзі-мін вень гао» («Чернетку некролога небожа Цзі-міна»), що зберігається в тайбейському музеї Гугун. Оригінал має дев'ять колофонів, найбільш відомий з них належить юаньському каліграфу Сянью Шу. Сувій з некрологом являє собою видатний за своїм драматизмом і глибиною каліграфічний реквієм, перед яким схиляються китайські знавці всіх наступних епох.
Янь Чженьцін працював вертикальної пензлем чженбі. Саме за цю стародавню техніку письма сунські неоконфуціанські реформатори пропагували його стиль особливо активно.
В останнє десятиліття свого життя Янь Чженьцін створює написи для великої кількості стел, значна частина яких присвячена пам'яті його батька. У цих пам'ятках статутний стиль каліграфа досягає унікального досконалості. Пластика знаків стає настільки вагомою і монументального, що ієрогліфи сприймаються як скульптурні композиції. До числа пізніх шедеврів майстра відноситься стела «Янь ді цзя мяо бей» («Стела меморіального храму сімейства Янь»), створена у 780 році (музей Бейлін, м. Сіань).